# Derek Clayton
Derek Clayton (Barrow-in-Furness, 17 novembre 1942) è un ex maratoneta australiano che il 3 dicembre 1967 corse la maratona di Fukuoka in 2h09'36"4, stabilendo il record mondiale della specialità.
Migliorò questo tempo di oltre un minuto il 30 maggio 1969 ad Anversa, correndo in 2h08'33"6. Questa prestazione è rimasta ineguagliata per 12 anni.

## Palmarès
| Anno | Manifestazione  | Sede              | Evento   | Risultato | Prestazione | Note |
| ---- | --------------- | ----------------- | -------- | --------- | ----------- | ---- |
| 1968 | Giochi olimpici | Città del Messico | Maratona | 7º        |             |      |
| 1972 | Giochi olimpici | Monaco            | Maratona | 13º       |             |      |

## Altre competizioni internazionali
1967
- Oro alla Maratona di Fukuoka ( Fukuoka) - 2h09'36"

1969
- Oro alla Maratona di Anversa ( Anversa) - 2h08'33"
- Argento alla Maratona di Manchester ( Manchester) - 2h15'40"
- Oro alla Maratona di Ankara ( Ankara) - 2h17'26"

1970
- 5º alla Maratona internazionale della pace ( Košice) - 2h21'10"
- Oro alla Tralalgon Marathon ( Tralalgon) - 2h13'39"

1971
- Oro alla Hobart Marathon ( Hobart) - 2h11'08"

1973
- Oro alla Maratona di Perth ( Perth) - 2h12'07"
- Oro alla City to Bay ( Adelaide), 11,5 km - 35'58"

1980
- 6º allo Sportswear Invitational ( New York), 4 miglia - 20'43"